# Marion Creusvaux
Marion Creusvaux est une actrice et auteure française.

## Biographie
Marion Creusvaux naît le 3 décembre 1981 à Auxerre dans l’Yonne.
Elle arrive à Paris en 2001 pour suivre une formation au Cours Florent. Dès sa sortie en 2004, elle fait ses premiers pas sur scène, dans une pièce qu’elle a écrite et mise en scène Un dimanche, des voisins, des amants, des poissons et bien entendu le Seigneur… qu'elle ira jouer jusqu'au Festival d'Avignon.
En 2009, elle fait ses débuts à la télévision aux côtés d’Alexandre Astier dans la saison 6 de Kaamelott,. Elle joue les années suivantes dans de nombreux programmes humoristiques, séries et téléfilms pour Canal+ (WorkinGirls, Ma pire angoisse), M6 (Kaamelott, Scènes de ménages), TF1 (notamment aux côtés du Palmashow), ou encore France Télévisions (Derby Girl, On va s’aimer un peu, beaucoup...), tout en continuant de jouer dans des pièces de théâtre populaires.
À partir de 2015, elle devient de plus en plus présente sur Internet. Elle décroche notamment un rôle récurrent dans la série Le Meufisme et apparaît régulièrement dans différents sketchs pour des productions des collectifs Studio Bagel et Golden Moustache[réf. nécessaire]. Elle développera davantage ses talents d’actrice et de scénariste aux côtés de son mari Julien Pestel, au travers de nombreux sketchs et courts-métrages, en particulier Derrière la Porte, un film dramatique mise en ligne le 25 novembre 2020, à l'occasion de la Journée internationale pour l'élimination de la violence à l'égard des femmes.
En 2020, lors des Confinements liés à la pandémie de Covid-19 en France, elle crée avec Julien Pestel la série de détournements de films culte de leur duo comique Creustel et se font connaître du grand public,.
Depuis Marion Creusvaux continue de jouer la comédie dans différentes fictions pour la télévision ou le cinéma.

## Filmographie

### Cinéma
- 2007 : Bouquet final de Michel Delgado
- 2009 : Two Bang Bang de Vincent Peltier
- 2011 : JC comme Jésus Christ de Jonathan Zaccaï
- 2015 : La Folle Histoire de Max et Léon de Jonathan Barré
- 2017 : Love Addict de Frank Bellocq
- 2021 : Flashback de Caroline Vigneaux
- 2022 : Les Vedettes de Jonathan Barré
- 2023 : Bonne Conduite de Jonathan Barré
- 2023 : 38°5 quai des Orfèvres de Benjamin Lehrer
- 2025 : Anges & Cie  de Vladimir Rodionov

### Courts métrages
- 2005 : Paris 2012 d'Ariel Zeitoun
- 2006 : Tie Break de Claude Zidi Jr.
- 2010 : Wonder Landes de Morgann Tanco, Wilfrid Lupano et Stéphan
- 2014 : L'heure de colle de Pierre J. Secondi & Maxime J. Richard
- 2016 : The Big Night de Pierre J. Secondi & Maxime J. Richard
- 2016 : Switch de Pierre J. Secondi & Maxime J. Richard
- 2017 : Petit comité de Pierre J. Secondi & Maxime J. Richard
- 2018 : Antidote de Pierre & Max
- 2020 : Derrière la porte de Julien Pestel

### Télévision
- 2006 : Une minute pour séduire de Raynal Pellicer
- 2008 : Kaamelott d'Alexandre Astier
- 2010 : Merci Julie ! de Jeanne Gottesdiener
- 2011 : Empreintes criminelles de Christian Bonnet
- 2012-2013 : Palmashow, l'émission de Mathieu Jouffre
- 2012 : Les Geeks de Mathias Finkel
- 2013-2014 : Palmashow Vidéo de Mathieu Jouffre et Jonathan Barré
- 2013 : Roxane de Benjamin Lehrer
- 2014 : Section de recherches
- 2014-2015 : Mon frigo m'a dit de Francis Coté
- 2014 : La Folle Soirée du Palmashow de Jonathan Barré
- 2014-2016 : Workingirls de Sylvain Fusée
- 2015 : Ma pire angoisse de Vladimir Rodionov
- 2015 : La Folle Soirée du Palmashow 2 de Jonathan Barré
- 2015 : Les Rancard d'Abel Ferry
- 2016 : La Folle Soirée du Palmashow 3 de Jonathan Barré
- 2016 : Scènes de ménages de Francis Duquet
- 2016 : Agathe Koltès de Christian Bonnet
- 2016 : What the fuck France - La langue Française de Félix Guimard
- 2016 : Fluss des Leben de Franziska Meyer Price
- 2017 : La grande famille du cinéma de Félix Guimard
- 2017-2018 : Mathieu Madénian et Thomas VDB au bord de la crise de nerfs de Nath Dumont
- 2018 : On va s'aimer, un peu, beaucoup… de Stéphane Malhuret
- 2019 : Palmashow de Jonathan Barré
- 2020 : Creustel (diffusé dans l'émission Je t'aime, etc.) de Marion Creusvaux et Julien Pestel
- 2020 : Derby Girl de Nicolas Lange
- 2021 : Lupin de Hugo Gélin
- 2022 : Palmashow Stories de Grégoire Ludig et David Marsais
- 2022 : Master Crimes de Marwen Abdallah
- 2023 : Tout pour Agnès de Vincent Garrenq
- 2024 : Cette nuit-là de Myriam Vinocour

### Web
- 2014-2016 : Le Meufisme de Camille Ghanassia et Sophie Garric
- 2014 : Le FMDO de Edward Beucler
- 2016 : Bapt & Gaël - True Blood de Louis Farge
- 2016 : Roger & Gallet de Camille Ghanassia et Sophie Garric
- 2017 : Sidney de Théodore Bonnet
- 2017 : A Strange Harvest de Pierre J. Secondi & Alexandre Attal
- 2017 : Flashback Musuem de FloBer
- 2017 : Tout pour le muscle de David Fontao
- 2017 : A strange harvest de Pierre J. Sekondi et Alexandre Attal
- 2018 : Antidote de Pierre & Max
- 2018 : Serial Looper de Pierre J. Secondi
- 2018 : Food Party de Pierre & Max
- 2018 : L'entretien de Valentin Roche
- 2018 : The Trick de Pierre J. Secondi & Maxime J. Richard
- 2018 : Commenter's Cut d’Adrien Ménielle et Julien Pestel et Pierre J. Secondi
- 2020 : Creustel, écrit, doublé et réalisé par Marion Creusvaux et Julien Pestel
- 2021 : Un Monde sans Rap de Anis Rhali

## Doublage
- 2023 : You People : Becca (Andrea Savage)
- 2022 : Dahmer - Monstres : L'Histoire de Jeffrey Dahmer : Mme Hempsill (Hope Banks)
- 2025 : iHostage : Dessey (Sima Kirjazowa)

## Théâtre
- 2002 : Penthésilée de Heinrich von Kleist, mise en scène René Loyon
- 2002 : Comme il vous plaira de William Shakespeare, mise en scène Serge Lipszyc
- 2002 : Ils seront revenus avant l'hiver de C. Charras, mise en scène Bruno Cadillon
- 2004-2007 : Un dimanche, des voisins, des amants, des poissons, et bien entendu le Seigneur…, écrit, joué et mis en scène par Marion Creusvaux
- 2011-2012 : Couscous aux Lardons écrit et mis en scène par Farid Omri
- 2011 : Happy Bad Day de Julien Gaetner, mise en scène Stéphane Duclot

## Auteur
- 2005 : Prise d'antenne, pilote Juste Pour Rire
- 2011-2014 : Mon frigo m'a dit, saisons 1, 3, 4 et 5. Format court réalisé par Francis Côté
- 2018 : Serial Looper, court-métrage co-écrit et réalisé par Pierre J. Secondi
- 2018 : Food party, clip co-écrit avec Julien Pestel. Réalisé par Pierre & Max
- 2020 : Creustel, détournements co-écrits, doublés et réalisés avec Julien Pestel
- 2020 : Derrière la Porte, court-métrage co-écrit avec Julien Pestel